# Sangiran 2
Sangiran 2, Sangiran II o Pithecanthropus II
Uno de los más significativos fósiles de los muchos del yacimiento Sangiran.

## Taxonomía
En 1938 el descubridor planteó el hipodigma Pithecanthropus erectus y en 1940 Franz Weidenreich lo asimiló a Sinanthropus pekinensis.
Dubois 1940: Homo wadjakensis.
Mayr 1950: Homo erectus.
Otras atribuciones, incluso sapiens.

## Datación
Los descubrimientos de Sangiran siempre han tenido problemas de datación, no habiéndose llegado nunca a un consenso. En 2011 un estudio de Hyodo et al. limita la edad de los restos de erectus de Sangiran a un máximo de 0,79 millones de años.
1,6 Ma.
Se decantan por c. 1,5 Ma.

## Descripción
- Truman Simanjuntak,  Bagyo Prasetyo y Retno Handini, ed. (2001). Sangira: Man, Culture, and Environment in Pleistocene Times. Yakarta: Yayasan Obor Indonesia. ISBN 979-464-382-7.

Sangiran 2 tiene un gran parecido con la calvaria de Trinil.

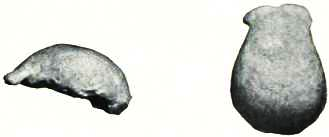

Volumen craneal superior a 1000 cm³.
Holloway 2000: 815 ml capacidad craneal,
Dentro de los fósiles de Sangiran, este es el que muestra una mayor gracilidad.